# New York Game Awards
 (février 2025).
Si vous disposez d'ouvrages ou d'articles de référence ou si vous connaissez des sites web de qualité traitant du thème abordé ici, merci de compléter l'article en donnant les références utiles à sa vérifiabilité et en les liant à la section « Notes et références ».
Les New York Game Awards sont une cérémonie annuelle de remise de prix récompensant les jeux vidéo, établie en 2012 et organisée par le New York Videogame Critics Circle (NYVGCC). Ces prix récompensent les contributions à l'industrie du jeu vidéo de l'année calendaire précédente.
Les objectifs déclarés du New York Videogame Critics Circle sont de promouvoir la sensibilisation et l'éducation à l'écriture et au journalisme de jeux vidéo dans la région de New York.

## Historique
La première cérémonie annuelle des New York Games Awards a eu lieu le 2 février 2012 à Université de New York dans le Cantor Film Center. 21 journalistes ont voté pour les lauréats. Il y avait environ 250 invités. Logan Cunningham, narrateur de Bastion, a servi d'hôte.

## Cérémonies
| Date            | Jeu de l'année                          | Hôte              | Lieu                |
| --------------- | --------------------------------------- | ----------------- | ------------------- |
| 2 février 2012  | The Elder Scrolls V: Skyrim             | Logan Cunningham  | New York University |
| 5 février 2013  | The Walking Dead                        | Daniel Radosh     | New York University |
| 11 février 2014 | The Last of Us                          | Daniel Radosh     | New York University |
| 16 février 2015 | Wolfenstein: The New Order              | Daniel Radosh     | Villain             |
| 9 février 2016  | The Witcher 3: Wild Hunt                | Owen Parsons      | Villain             |
| 19 janvier 2017 | Uncharted 4: A Thief's End              | Devin Delliquanti | Abron Arts Center   |
| 24 janvier 2018 | The Legend of Zelda: Breath of the Wild | Devin Delliquanti | Abron Arts Center   |
| 22 janvier 2019 | God of War                              | Devin Delliquanti | SVA Theatre         |
| 21 janvier 2020 | The Outer Worlds                        | Devin Delliquanti | SVA Theatre         |
| 26 janvier 2021 | Hades                                   | Reggie Fils-Aimé  |                     |
| 2 février 2022  | Psychonauts 2                           | Reggie Fils-Aimé  |                     |
| 2 février 2022  | Psychonauts 2                           | Harold Goldberg   |                     |
| 17 janiver 2023 | Elden Ring                              | Reggie Fils-Aimé  | SVA Theatre         |
| 17 janiver 2023 | Elden Ring                              | Harold Goldberg   | SVA Theatre         |
| 17 janiver 2023 | Elden Ring                              | Makeda Byfield    | SVA Theatre         |
| 23 janvier 2024 | Baldur's Gate 3                         | Reggie Fils-Aimé  | SVA Theatre         |
| 23 janvier 2024 | Baldur's Gate 3                         | Harold Goldberg   | SVA Theatre         |
| 23 janvier 2024 | Baldur's Gate 3                         | Sherri L. Smith   | SVA Theatre         |
| 21 janvier 2025 | Astro Bot                               |                   |                     |